# Нови Сад дјукси
Дјукси Нови Сад (енгл. Novi Sad Dukes) је бивши српски клуб америчког фудбала из Новог Сада. Једини је клуб који је освојио титулу првака поред Вајлд борда и Вукова. То су учинили 2015. године.

## Историја
Тим је 2. децембра 2002. у Футогу основао Дејан Маринков. Циљ оснивања клуба је био окупљање што већег броја љубитеља америчког фудбала ради тренинга и промоције тог спорта и Новог Сада.
Неиспуњена првобитна очекивања, као и порази у пријатељским утакмицама узроковала је одлазак великог броја играча из клуба. У 2004. години клуб није одиграо ни једну утакмицу. Ради бољих услова клуб се 2005. сели у Нови Сад. Те године у помоћ „Војводама“ пристижу и три Американца:
- Енди Гулд (енгл. Andy Gould), тренер АФ на једном универзитету, дошао са намером да обучава тренере из Србије,
- Дејвид Скот (енгл. David Skott), учествује у изради програма за вежбање у теретани, и
- Сем Хендерсон (енгл. Sam Henderson), ради превазилажења техничких проблема

Уз помоћ тројице странаца Дјукси те године на изнеђење свих Новосађани освајају четврто место у Купу Србије и тиме наговештавају светлију будућност клуба и почињу да тренирају на помоћном терену стадиона Карађорђе.
Од 2006. узимају учешће у тадашњој СЕЛАФ лиги, а за ново место одигравања утакмица бирају терен Фудбалског клуба Кабел. У дебитантској сезони у СЕЛАФ лиги завршавају на трећој позицији и остварују рекордну победу у првенству од 56:0 против Љубљана Силверхокса. Као велико појачање те сезоне долази и Марко Милинков, нови кондициони тренер који им омогућава рад на теренима Атлетског клуба Војводина и тестирање физичке спремности на Медицинском факултету.
У новој сезони 2007/08. Војводе су направиле корак даље тј. играли су у финалу САФС лиге са београдским Вуковима и завршили на другом месту. Исте године су играли у ЦЕФЛ лиге у Будимпешти, али су изгубили у продужецима. После успешне сезоне велики део тима је позван да заигра за Српску репрезентацију, играч Дјукса Иван Међугорац изабран је за селекцију најбољег тима Европе. На несрећу Новосађана велики број првотимаца им се повредио. Испоставило се да је то био главни узрок лошег завршетка сезоне. Сезона 2007/08. је била показатељ моћи новосадског тима.
У сезону 2008/09. су ушли са знатно измењеним саставом тима и новим управним одбором. Коста Стојаковић је постао нови председник клуба, Иван Међугорац спортски директор, док је екипа знатно подмлађена у односу на прошлу сезону.

## Успеси
| Такмичење            | Такмичење            | Број                 | Година                 |
| Национално првенство | Национално првенство | Национално првенство | Национално првенство   |
| -------------------- | -------------------- | -------------------- | ---------------------- |
| Прва лига Србије     | Првак                | 1                    | 2015                   |
| Прва лига Србије     | Други                | 4                    | 2007, 2009, 2010, 2017 |

## Новији резултати
| Сезона | Ранг | Лига             | Регуларни део | Ут. | Поб. | Пор. | Плеј-оф           |
| ------ | ---- | ---------------- | ------------- | --- | ---- | ---- | ----------------- |
| 2011.  | 1    | Прва лига Србије | 6. место      | 7   | 3    | 4    | Нису се пласирали |
| 2012.  | 1    | Прва лига Србије | 6. место      | 7   | 2    | 5    | Нису се пласирали |
| 2013.  | 1    | Прва лига Србије | 2. место      | 7   | 6    | 1    | Полуфинале        |
| 2014.  | 1    | Прва лига Србије | 2. место      | 7   | 6    | 1    | Полуфинале        |
| 2015.  | 1    | Прва лига Србије | 1. место      | 7   | 7    | 0    | Првак             |
| 2016.  | 1    | Прва лига Србије | 3. место      | 7   | 5    | 2    | Полуфинале        |
| 2017.  | 1    | Прва лига Србије | 3. место      | 7   | 5    | 2    | Финале            |